# Crank Yankers
A Crank Yankers egy szórakoztató sorozat. A műsor egy beugratós jellegű humorműsor volt: hírességek és stand-up komikusok átverős telefonhívásokat vagy tréfás telefonhívásokat, úgynevezett "prank call"-okat kaptak. Ebben a műsorban bábuk is szerepeltek, hogy segítsék a nézőt a hívás megértésében. A Crank Yankers sosem ment Magyarországon[forrás?], Amerikában viszont népszerűnek számított. 4 évadot élt meg 70 epizóddal. 2002-től 2007-ig ment a sorozat Amerikában. 2002-től 2005-ig a Comedy Central adta, míg 2007-ben az MTV2. Olyan hírességek szólaltak meg a műsorban, mint Jimmy Kimmel, Jack Black, Wanda Sykes vagy Tom Kenny (SpongyaBob Kockanadrág hangja). A csatorna 2019-ben feltámasztotta a sorozatot. Az "új" Crank Yankers sorozatnak berendelték a második évadát is.